# Высочное
Высо́чное (укр. Височне) — село в Ратновской поселковой общине Ковельского района Волынской области Украины.
Код КОАТУУ — 0724281001. Население по переписи 2001 года составляет 421 человек. Почтовый индекс — 44112. Телефонный код — 3366. Занимает площадь 1,309 км².

## История
В 1946 году указом Президиума Верховного Советп УССР село Выжично переименовано в Высочинцы.
До 2020 года входило в Ратновский район.